# Eothenomys wardi
Eothenomys wardi е вид бозайник от семейство Хомякови (Cricetidae).

## Разпространение
Видът е разпространен в Китай (Юннан).